# یان برنت

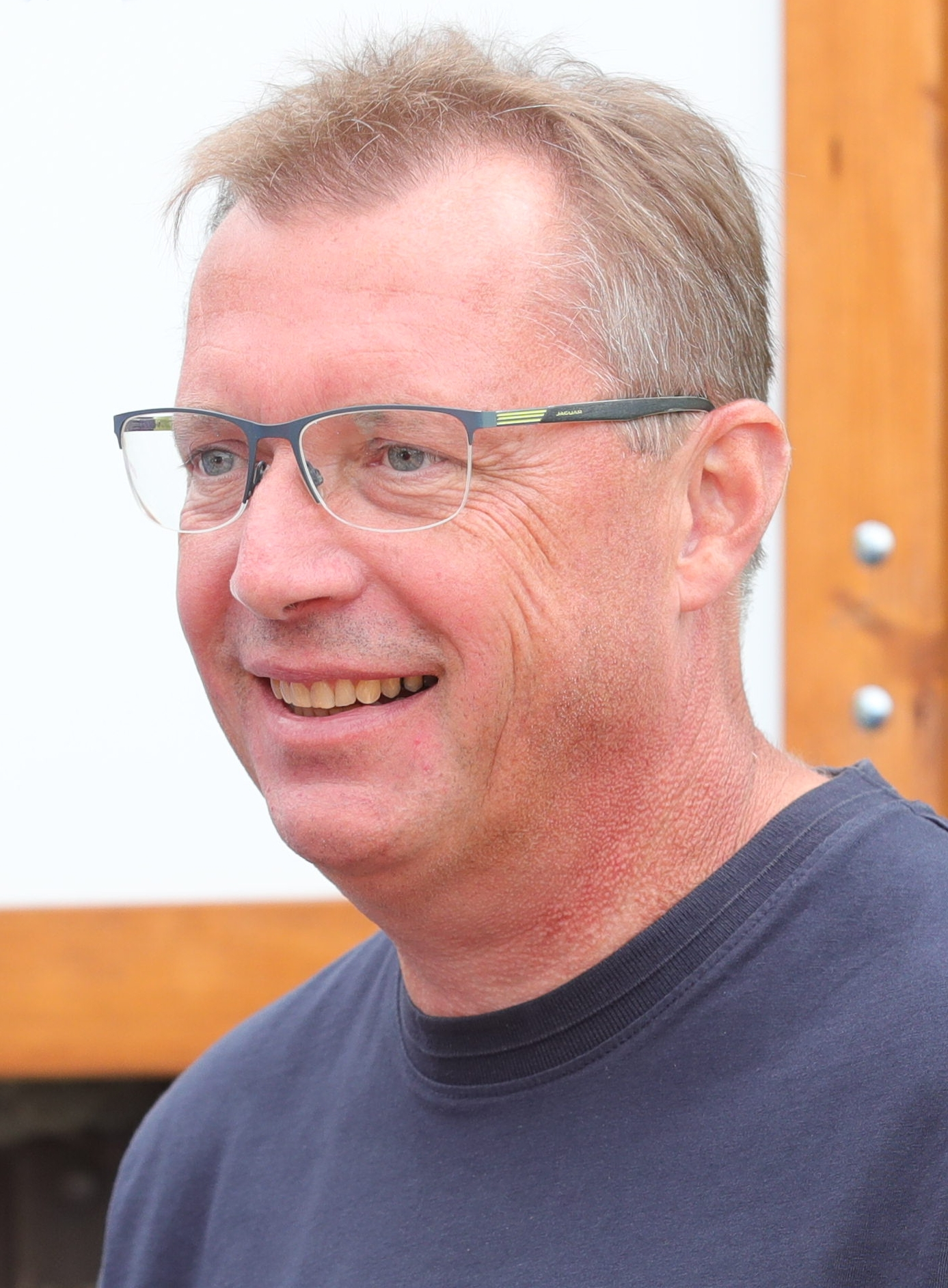
یان برنت در سال ۲۰۲۲

یان برنت (انگلیسی: Jan Behrendt؛ زادهٔ ۲۹ نوامبر ۱۹۶۷) لژسوار اهل آلمان بود.